# Yisa Sofoluwe
Yisa Sofoluwe   (28 de desembre de 1967 - Lagos University Teaching Hospital, 9 de febrer de 2021) va ser un exfutbolista nigerià de la dècada de 1980.
Fou internacional amb la selecció de futbol de Nigèria.
Pel que fa a clubs, destacà a Abiola Babes.